# Liste der Kulturdenkmale in Zschieren
Die Liste der Kulturdenkmale in Zschieren umfasst die Kulturdenkmale der Dresdner Gemarkung Zschieren.
Die Anmerkungen sind zu beachten.
Diese Liste ist eine Teilliste der Liste der Kulturdenkmale in Dresden. 

Diese Liste ist eine Teilliste der Liste der Kulturdenkmale in Sachsen.

## Legende
- Bild: Bild des Kulturdenkmals, ggf. zusätzlich mit einem Link zu weiteren Fotos des Kulturdenkmals im Medienarchiv Wikimedia Commons. Wenn man auf das Kamerasymbol klickt, können Fotos zu Kulturdenkmalen aus dieser Liste hochgeladen werden:
- Bezeichnung: Denkmalgeschützte Objekte und ggf. Bauwerksname des Kulturdenkmals
- Lage: Straßenname und Hausnummer oder Flurstücknummer des Kulturdenkmals. Die Grundsortierung der Liste erfolgt nach dieser Adresse. Der Link (Karte) führt zu verschiedenen Kartendiensten mit der Position des Kulturdenkmals. Fehlt dieser Link, wurden die Koordinaten noch nicht eingetragen. Sind diese bekannt, können sie über ein Tool mit einer Kartenansicht einfach nachgetragen werden. In dieser Kartenansicht sind Kulturdenkmale ohne Koordinaten mit einem roten bzw. orangen Marker dargestellt und können durch Verschieben auf die richtige Position in der Karte mit Koordinaten versehen werden. Kulturdenkmale ohne Bild sind an einem blauen bzw. roten Marker erkennbar.
- Datierung: Baubeginn, Fertigstellung, Datum der Erstnennung oder grobe zeitliche Einordnung entsprechend des Eintrags in der sächsischen Denkmaldatenbank
- Beschreibung: Kurzcharakteristik des Kulturdenkmals entsprechend des Eintrags in der sächsischen Denkmaldatenbank, ggf. ergänzt durch die dort nur selten veröffentlichten Erfassungstexte oder zusätzliche Informationen
- ID: Vom Landesamt für Denkmalpflege Sachsen vergebene, das Kulturdenkmal eindeutig identifizierende Objekt-Nummer. Der Link führt zum PDF-Denkmaldokument des Landesamtes für Denkmalpflege Sachsen. Bei ehemaligen Kulturdenkmalen können die Objektnummern unbekannt sein und deshalb fehlen bzw. die Links von aus der Datenbank entfernten Objektnummern ins Leere führen. Ein ggf. vorhandenes Icon  führt zu den Angaben des Kulturdenkmals bei Wikidata.

## Liste der Kulturdenkmale in Zschieren
| Bild           | Bezeichnung                          | Lage                                  | Datierung                        | Beschreibung | ID       |
| -------------- | ------------------------------------ | ------------------------------------- | -------------------------------- | --- | -------- |
|                | Kurhaus Kleinzschachwitz             | Berthold-Haupt-Straße 128k (Karte)    | um 1900 (Kurbad)                 | Kurhaus mit vorgelagerter Terrasse; üppiger Historismus, symmetrisch mit Ecktürmen und Mittelgiebel, Zierfachwerk, baugeschichtlich und kulturgeschichtlich von Bedeutung. Gaststätte in altdeutschem Stil mit Fachwerk, Gästegarten und Ballsaal im Nebengebäude, 1940 Verkauf des Ballsaals an Druckerei, in den 1950er Jahren Schließung des Lokals, daraufhin Verfall, nach 1990 Verkauf an eine Maschinenfabrik, danach äußerlich originalgetreu saniert und innen umgebaut, seit 1990 erneut Gaststätte, Ballsaal nach Brand im Jahre 2000 abgerissen. | 09213603 |
| Weitere Bilder | Pionier-Detachements-Kaserne (ehem.) | Berthold-Haupt-Straße 130 (Karte)     | um 1870 (Kaserne)                | Kaserne, heute als Restaurant genutzt | 09213604 |
|                | Wohnhaus in offener Bebauung         | Feldweg 2 (Karte)                     | um 1880 (Bauernhaus)             | Wohnhaus in offener Bebauung | 09215621 |
|                | Wohnhaus mit Seitengebäude           | Gartenstraße 6 (Karte)                | M. 19. Jh. (Bauernhaus)          | Wohnhaus, Seitengebäude, Stall, Scheune und Toranlage eines Vierseithofes | 09215620 |
|                | Villa mit Einfriedung                | Käthe-Kollwitz-Straße 14 (Karte)      | um 1900 (Villa)                  | Villa mit Einfriedung | 09213597 |
|                | Villa mit Einfriedung                | Krippener Straße 18 (Karte)           | um 1875 (Villa)                  | Villa mit Einfriedung | 09213598 |
|                | Mietvilla mit Einfriedung            | Kyawstraße 14 (Karte)                 |                                  | Mietvilla mit Einfriedung | 09213609 |
|                | Villa mit Einfriedung                | Kyawstraße 24 (Karte)                 | um 1890 (Villa)                  | Villa mit Einfriedung | 09213608 |
|                | Mietvilla mit Einfriedung            | Kyawstraße 28 (Karte)                 | um 1890 (Villa)                  | Mietvilla mit Einfriedung | 09213606 |
|                | Mietvilla                            | Kyawstraße 30 (Karte)                 | um 1890 (Villa)                  | Mietvilla mit Einfriedungspfeilern | 09213607 |
|                | Mon Repos                            | Kyawstraße 32 (Karte)                 |                                  | Villa | 09213605 |
|                | Trockendarre                         | Lugbergblick 7b (Karte)               | 1950er Jahre (Fabrikgebäude)     | ehemalige Tabakdarre, zu DDR-Zeiten zum VEB Tabakkontor Dresden, ab 1990 zum Zentralinstitut für Sonderkulturen und Zierpflanzen, Bereich Tabak gehörig, seither privat, bedeutend für Produktionsgeschichte | 09218399 |
|                | Wohnhaus                             | Struppener Straße 62a (Karte)         | M. 19. Jh. (Bauernhaus)          | Wohnhaus in offener Bebauung | 09215624 |
|                | Hommels Gaststätte                   | Struppener Straße 66 (Karte)          | bez. 1824 (Gasthaus)             | Gasthaus (mit Gastraum, Küche usw.) sowie Hintergebäude | 09215625 |
|                | Transformatorenhäuschen              | Struppener Straße 93 (Karte)          | um 1900 (Transformatorenstation) | Zeugnis der flächendeckenden Elektrifizierung vor allem seit dem ausgehenden 19. Jahrhundert, ortsentwicklungsgeschichtlich und technikgeschichtlich von Bedeutung | 09215628 |
|                | Wohnstallhaus mit Seitengebäude      | Struppener Straße 95 (Karte)          | M. 19. Jh. (Wohnstallhaus)       | Wohnstallhaus, Seitengebäude und zum Wohnhaus umgebaute Scheune eines Dreiseithofes; bau- und ortsgeschichtlich bedeutend. | 09215629 |
|                | Scheune und Hofpflaster              | Struppener Straße 101 (Karte)         | M. 19. Jh. (Scheune)             | Scheune und Hofpflaster eines Dreiseithofes | 09215631 |
|                | Villa                                | Therese-Malten-Straße 21 (Karte)      | um 1900 (Villa)                  | landhausartige Villa | 09213599 |
|                | Wohnhaus in offener Bebauung         | Trieskestraße 19 (Karte)              | M. 19. Jh. (Bauernhaus)          | Wohnhaus in offener Bebauung | 09215622 |
|                | Wohnhaus mit Seitengebäude           | Trieskestraße 20 (Karte)              | M. 19. Jh. (Bauernhaus)          | Wohnhaus mit Seitengebäude in offener Bebauung | 09215623 |
|                | Malten-Villa                         | Wilhelm-Weitling-Straße 1; 3 (Karte)  | 1892 - 1893 (Villa)              | Villa mit Remise (Nr. 3), Gästehaus (Nr. 1), weitläufigem Gartengrundstück, Einfriedung sowie Rampe und Einfriedung an der Berthold-Haupt-Straße; für die berühmte Sängerin Therese Malten (1855–1930) errichtet, charakteristische, in den Formen der deutschen Renaissance gestaltete Stilvilla mit repräsentativen Fassaden und aufwendiger Ausstattung, Remise, Gästehaus, Gartengrundstück und Einfriedung mit Villengebäude Einheit von Denkmalwert, bau-, orts-, personen- und stadtentwicklungsgeschichtlich sowie landschaftsgestalterisch bedeutend, zudem mit Erinnerungswert an eine bedeutende Wagnerinterpretin und die Entwicklung der Dresdner Oper um 1900 | 09213601 |
|                | Villa Ratnotfais                     | Wilhelm-Weitling-Straße 4; 4a (Karte) | nach 1890 (Villa)                | Villa mit Bedienstetenhaus, Garten und Einfriedung; markantes historisierendes Gebäude, im Innern u. a. große Hallendiele mit bemalter Zierbalkendecke und Gemälde, letzteres aus älterem Rahmen (bezeichnet 1699) und Darstellung aus Tristan und Isolde auf großer Leinwand, Anwesen baugeschichtlich, künstlerisch und städtebaulich bedeutend. | 09213602 |
|                | Mietvilla                            | Wilhelm-Weitling-Straße 6 (Karte)     | 1909 (Villa)                     | Mietvilla | 09213600 |
|                | Wohnstallhaus und Scheune            | Zschierener Elbstraße 2 (Karte)       | A. 19. Jh. (Wohnstallhaus)       | Wohnstallhaus und Scheune | 09215614 |
|                | Wohnhaus in offener Bebauung         | Zschierener Elbstraße 7 (Karte)       |                                  | Wohnhaus in offener Bebauung (beide mit Fachwerk) | 09215617 |
|                | Wohnhaus mit Laubengang              | Zschierener Elbstraße 8 (Karte)       | um 1870 (Bauernhaus)             | Wohnhaus mit Laubengang, Nebengebäude und Einfriedung in offener Bebauung (vermutlich Fachwerk hinter Putzhaut) | 09215618 |

## Ehemalige Kulturdenkmale
| Bild | Bezeichnung | Lage                            | Datierung | Beschreibung | ID |
| ---- | ----------- | ------------------------------- | --------- | ------------ | -- |
|      | Wohnhaus    | Krippener Straße 18a (Karte)    |           |              |    |
|      | Wohnhaus    | Struppener Straße 72 (Karte)    |           |              |    |
|      | Wohnhaus    | Struppener Straße 99c (Karte)   |           |              |    |
|      |             | Zschierener Elbstraße 4 (Karte) |           |              |    |

## Ausführliche Denkmaltexte
1. ↑  
Die Anlage ist wohl gegen Ende des 19. Jahrhunderts entstanden, könnte in Teilen auch etwas älter sein. Sie bildet ein bauliches Zeugnis der ländlichen Architektur zu dieser Zeit. Spätestens seit etwa 1850 wird diese zumeist von Massivbauten geprägt. Darüber hinaus macht sie vor allem mit den gegenüberliegenden Bauten Nummer 62, 66 und 72 den alten Dorfkern von Zschieren noch erlebbar. Nach dem hier Dargelegten ergibt sich die Denkmaleigenschaft somit aus dem bau- und ortsgeschichtlichen Wert. Die Hofanlage wurde während der letzten Sanierung modernisiert und heutigen Komfortvorstellungen angepasst. Aber einmal abgesehen von einigen hölzernen Anbauten auf der Hofseite des einstigen Wohnstallhauses blieben die Gebäude bezüglich Substanz, Kubatur (Gebäudehülle) und Wand-Öffnungs-Verhältnis weitgehend im originalen Zustand erhalten. Dafür sprechen zum Beispiel die in ihrer alten Größe beibehalten Drempelfenster unter der Dachtraufe des Seitengebäudes. Auch die beiden einstigen Toröffnungen an der Scheune zeigen sich in der alten Form. Bemerkenswert ist die heutige Giebelgestaltung am Seitengebäude. Hier befand sich ursprünglich ein Lastenaufzug, den eine Holzluke markierte. Dieses Motiv wurde während der Sanierung geschickt aufgenommen. Von Belang ist auch der Umstand, dass die Anlage noch als geschlossener Dreiseithof erlebbar ist. Leider können heute nur noch wenige alte Bauernhöfe auch als solche genutzt werden. Die meisten mussten zu Wohnanlagen umgebaut werden, wie die Struppener Straße 95. Um den weitgehenden Erhalt der Substanz und des Erscheinungsbildes zu sichern, lassen sich manche Veränderungen nicht vermeiden.